# Cyrtopodium paniculatum
Cyrtopodium paniculatum là một loài thực vật có hoa trong họ Lan. Loài này được (Ruiz & Pav.) Garay mô tả khoa học đầu tiên năm 1962.